# Хащі підслуховують
«Хащі підслуховують» (фр. Les oreilles de jungle) — роман П'єра Буля, надрукований 1972 року видавництвом Flammarion. В Італії вийшов під назвою «Оскар Мондадорі».

## Сюжет
події роману розгортаються під час війни у В’єтнамі на американському аеропорті в Таїланді. Американський офіцер розробляє нову систему виявлення переміщень партизан в'єтконгу, яка складається з детекторів звуку, замаскованих під тропічні квіти, для розміщення у в'єтнамських джунглях. Ці квіти дають змогу керувати повітряними нальотами американських винищувачів-бомбардувальників на людські джерела шуму, оскільки їх положення можна також виявити по радіо.
В'єтнамському шпигуну, дуже красивій дівчині, присутній на аеродромі, з якого керують системою, вдається розміщує деякі детектори всередині кімнати командира, проводячи нищівний рейд по самому аеродрому.